# Helga Hähnel
Helga Hähnel (* 7. Februar 1918 in Berlin; † 6. Februar 2009 ebenda) war eine deutsche Bildhauerin.

## Leben
Nach dem Abschluss des Lyzeums in Berlin-Friedenau begann sie mit dem Studium an der HfBK Berlin und Weimar (1929–1944). Helga Hähnel war Privatschülerin von Walter Hauschild an der Hochschule für Kunsterziehung und Meisterschülerin an der Akademie der Künste Berlin. Ab 1954 war sie zum Gelderwerb als Verwaltungsangestellte tätig. Sie war von 1957 bis 1960 und ab 1975 bis zu ihrem Tod Mitglied im Verein der Berliner Künstlerinnen (VdBK), an dessen Ausstellungen sie regelmäßig teilnahm (1957, 1959, 1961, 1974 (Gast), 1975, 1976, 1977, 1978, 1981, 1982, 1984, 1985, 1986, 1987, 1988, 1989, 1990, 1991). 1984 wurde sie Schatzmeisterin des VdBK. 
Ihre Werke befinden sich in Privatbesitz sowie in öffentlichen Gebäuden und Einrichtungen.
Nach dem Zweiten Weltkrieg bezog sie ein Atelier in der Handjerystr. 17, Berlin-Friedenau, das sie aus gesundheitlichen Gründen ca. 2003 verlassen musste. 
Helga Hähnel hat überwiegend Tierplastiken angefertigt, aber auch Porträts und Aktdarstellungen. Neben Arbeiten in Bronze entstanden auch Plastiken in Holz, Keramik und Terrakotta.

## Ausstellungen
- 1951, Rathaus Tempelhof, Berlin
- 1977, Kunstamt Tiergarten, Berlin
- 1987, 120 Jahre VdBK, Rathaus Schöneberg, Berlin (Katalog)